# Anne-Charlotte-Amélie d'Orange-Nassau
Titre
Princesse
La princesse Anne-Charlotte-Amélie de Nassau-Dietz (23 octobre 1710 à Leuvarde – 18 septembre 1777 à Durlach) est l'épouse de Frédéric de Bade-Durlach, et mère de Charles Ier de Bade, le premier grand-duc de Bade.

## Biographie
Anne-Charlotte-Amélie est la seule fille de Jean-Guillaume-Friso d'Orange (Prince d'Orange à partir 1702) et de son épouse, Marie Louise de Hesse-Cassel. Elle grandit dans la Frise, et parle elle-même frison.
Après son mariage avec Frédéric de Bade-Durlach en 1727, elle déménage à Durlach. Pendant sa grossesse, Amélie tyrannise ses serviteurs et, à cause des nombreuses crises de colère de la princesse, des rumeurs circulent à la cour de Durlach qu'elle souffre de maladie mentale. Friedrich meurt le 26 mars 1732, peu de temps après la naissance de leur deuxième enfant. Comme autre preuve de sa prétendue maladie mentale, elle est accusée de ne pas avoir eu de larmes à la vue du cadavre de son mari.
Son beau-père, le Margrave Charles-Guillaume de Bade-Durlach, souhaite qu'Amélie n'influence pas le nouveau prince héritier, Charles-Frédéric. Si la mère et le fils continuent à vivre dans le Château de Karlsburg à Durlach, Amélie vit le reste de sa vie dans ses appartements sans contact avec le monde extérieur. L'éducation de ses deux fils est confiée à sa belle-mère, Madeleine-Wilhelmine de Wurtemberg.

## Le mariage et les enfants
En 1727, Amélie épouse Frédéric de Bade-Durlach (1703-1732). Ils ont eu deux fils :
- Charles Ier de Bade (1728-1811)
- Guillaume-Louis de Bade-Durlach (1732-1788)